# Violet & Daisy
Violet & Daisy es una película de acción/comedia-drama dirigida por Geoffrey S. Fletcher. Se trata de dos asesinas adolescentes que aceptan lo que piensan será una tarea rápida y fácil, hasta que un destino inesperado los lanza sobre plano.

## Trama
Violet & Daisy es la historia de Daisy (Saoirse Ronan) y su viaje surrealista y violento a través de la ciudad de Nueva York como una asesina a sueldo volátil en el crimen junto a su socia y mejor amiga Violet (Alexis Bledel). Las dos jóvenes asesinas se enfrentan a una serie de oponentes, incluyendo a un hombre extraordinariamente misterioso llamado Michael (James Gandolfini), quien es su próximo objetivo. Las cosas se complican, ya que inicialmente un golpe fácil se convierte en un encuentro que les cambia la vida.

## Elenco
- Alexis Bledel como Violet/#8
- Saoirse Ronan como Daisy/#9
- James Gandolfini como Michael
- Danny Trejo como Russ
- Marianne Jean-Baptiste como Iris/#1
- Cody Horn como Barbie Sunday
- John Ventimiglia como Hombre #1
- Stu 'Large' Riley como Hombre #2
- Neville Archambault como Hombre #3
- Tatiana Maslany como April
- Cassidy Hinkle como June
- Emerald-Angel Young como May

## Recepción
Violet & Daisy recibieron en su mayoría críticas negativas. Recibió una calificación rotten del 24% en Rotten Tomatoes. Actualmente posee una puntuación de 43/100 que significa críticas mixtas o de promedio. La taquilla fue de $17,186.

## Financiamiento
De acuerdo con una quiebra económica, la supervisión de la anulación de los fondos de cobertura del hermano de Geoffrey,  Alphonse Fletcher Jr. de Fletcher Asset Management, se utilizó 8.000.000 dólares con cargo al fondo para financiar el proyecto de la película Violet.